# 米航空
米航空是一家冰岛的航空公司，成立于1985年，其名字来源于冰岛北部的一个浅水富营养化湖——米湖（Mývatn）。
米航空用三种不同型号的飞机来执行不同的任务——比奇空中国王A90、Piper Chieftain和赛斯纳 206。其主要業務是提供冰岛救護航班，并提供前往冰岛和格陵兰的班机。另外，米飞航空在夏季也提供围绕米湖的旅游航线。

## 机队
截止2013年11月为止，米航空的机队组成如下：
- 2架比奇空中国王A90
- 1架Piper Chieftain
- 2架赛斯纳 206